# Aire (escacs)
|  | Aquest article tracta sobre escacs. Vegeu-ne altres significats a «Aire (desambiguació)». |

|   | a | b | c | d | e | f | g | h |   |
| 8 | e8 negres torre · h8 negres rei · f2 blanques peó · g2 blanques peó · h2 blanques peó · h1 blanques rei | e8 negres torre · h8 negres rei · f2 blanques peó · g2 blanques peó · h2 blanques peó · h1 blanques rei | e8 negres torre · h8 negres rei · f2 blanques peó · g2 blanques peó · h2 blanques peó · h1 blanques rei | e8 negres torre · h8 negres rei · f2 blanques peó · g2 blanques peó · h2 blanques peó · h1 blanques rei | e8 negres torre · h8 negres rei · f2 blanques peó · g2 blanques peó · h2 blanques peó · h1 blanques rei | e8 negres torre · h8 negres rei · f2 blanques peó · g2 blanques peó · h2 blanques peó · h1 blanques rei | e8 negres torre · h8 negres rei · f2 blanques peó · g2 blanques peó · h2 blanques peó · h1 blanques rei | e8 negres torre · h8 negres rei · f2 blanques peó · g2 blanques peó · h2 blanques peó · h1 blanques rei | 8 |
| 7 | e8 negres torre · h8 negres rei · f2 blanques peó · g2 blanques peó · h2 blanques peó · h1 blanques rei | e8 negres torre · h8 negres rei · f2 blanques peó · g2 blanques peó · h2 blanques peó · h1 blanques rei | e8 negres torre · h8 negres rei · f2 blanques peó · g2 blanques peó · h2 blanques peó · h1 blanques rei | e8 negres torre · h8 negres rei · f2 blanques peó · g2 blanques peó · h2 blanques peó · h1 blanques rei | e8 negres torre · h8 negres rei · f2 blanques peó · g2 blanques peó · h2 blanques peó · h1 blanques rei | e8 negres torre · h8 negres rei · f2 blanques peó · g2 blanques peó · h2 blanques peó · h1 blanques rei | e8 negres torre · h8 negres rei · f2 blanques peó · g2 blanques peó · h2 blanques peó · h1 blanques rei | e8 negres torre · h8 negres rei · f2 blanques peó · g2 blanques peó · h2 blanques peó · h1 blanques rei | 7 |
| 6 | e8 negres torre · h8 negres rei · f2 blanques peó · g2 blanques peó · h2 blanques peó · h1 blanques rei | e8 negres torre · h8 negres rei · f2 blanques peó · g2 blanques peó · h2 blanques peó · h1 blanques rei | e8 negres torre · h8 negres rei · f2 blanques peó · g2 blanques peó · h2 blanques peó · h1 blanques rei | e8 negres torre · h8 negres rei · f2 blanques peó · g2 blanques peó · h2 blanques peó · h1 blanques rei | e8 negres torre · h8 negres rei · f2 blanques peó · g2 blanques peó · h2 blanques peó · h1 blanques rei | e8 negres torre · h8 negres rei · f2 blanques peó · g2 blanques peó · h2 blanques peó · h1 blanques rei | e8 negres torre · h8 negres rei · f2 blanques peó · g2 blanques peó · h2 blanques peó · h1 blanques rei | e8 negres torre · h8 negres rei · f2 blanques peó · g2 blanques peó · h2 blanques peó · h1 blanques rei | 6 |
| 5 | e8 negres torre · h8 negres rei · f2 blanques peó · g2 blanques peó · h2 blanques peó · h1 blanques rei | e8 negres torre · h8 negres rei · f2 blanques peó · g2 blanques peó · h2 blanques peó · h1 blanques rei | e8 negres torre · h8 negres rei · f2 blanques peó · g2 blanques peó · h2 blanques peó · h1 blanques rei | e8 negres torre · h8 negres rei · f2 blanques peó · g2 blanques peó · h2 blanques peó · h1 blanques rei | e8 negres torre · h8 negres rei · f2 blanques peó · g2 blanques peó · h2 blanques peó · h1 blanques rei | e8 negres torre · h8 negres rei · f2 blanques peó · g2 blanques peó · h2 blanques peó · h1 blanques rei | e8 negres torre · h8 negres rei · f2 blanques peó · g2 blanques peó · h2 blanques peó · h1 blanques rei | e8 negres torre · h8 negres rei · f2 blanques peó · g2 blanques peó · h2 blanques peó · h1 blanques rei | 5 |
| 4 | e8 negres torre · h8 negres rei · f2 blanques peó · g2 blanques peó · h2 blanques peó · h1 blanques rei | e8 negres torre · h8 negres rei · f2 blanques peó · g2 blanques peó · h2 blanques peó · h1 blanques rei | e8 negres torre · h8 negres rei · f2 blanques peó · g2 blanques peó · h2 blanques peó · h1 blanques rei | e8 negres torre · h8 negres rei · f2 blanques peó · g2 blanques peó · h2 blanques peó · h1 blanques rei | e8 negres torre · h8 negres rei · f2 blanques peó · g2 blanques peó · h2 blanques peó · h1 blanques rei | e8 negres torre · h8 negres rei · f2 blanques peó · g2 blanques peó · h2 blanques peó · h1 blanques rei | e8 negres torre · h8 negres rei · f2 blanques peó · g2 blanques peó · h2 blanques peó · h1 blanques rei | e8 negres torre · h8 negres rei · f2 blanques peó · g2 blanques peó · h2 blanques peó · h1 blanques rei | 4 |
| 3 | e8 negres torre · h8 negres rei · f2 blanques peó · g2 blanques peó · h2 blanques peó · h1 blanques rei | e8 negres torre · h8 negres rei · f2 blanques peó · g2 blanques peó · h2 blanques peó · h1 blanques rei | e8 negres torre · h8 negres rei · f2 blanques peó · g2 blanques peó · h2 blanques peó · h1 blanques rei | e8 negres torre · h8 negres rei · f2 blanques peó · g2 blanques peó · h2 blanques peó · h1 blanques rei | e8 negres torre · h8 negres rei · f2 blanques peó · g2 blanques peó · h2 blanques peó · h1 blanques rei | e8 negres torre · h8 negres rei · f2 blanques peó · g2 blanques peó · h2 blanques peó · h1 blanques rei | e8 negres torre · h8 negres rei · f2 blanques peó · g2 blanques peó · h2 blanques peó · h1 blanques rei | e8 negres torre · h8 negres rei · f2 blanques peó · g2 blanques peó · h2 blanques peó · h1 blanques rei | 3 |
| 2 | e8 negres torre · h8 negres rei · f2 blanques peó · g2 blanques peó · h2 blanques peó · h1 blanques rei | e8 negres torre · h8 negres rei · f2 blanques peó · g2 blanques peó · h2 blanques peó · h1 blanques rei | e8 negres torre · h8 negres rei · f2 blanques peó · g2 blanques peó · h2 blanques peó · h1 blanques rei | e8 negres torre · h8 negres rei · f2 blanques peó · g2 blanques peó · h2 blanques peó · h1 blanques rei | e8 negres torre · h8 negres rei · f2 blanques peó · g2 blanques peó · h2 blanques peó · h1 blanques rei | e8 negres torre · h8 negres rei · f2 blanques peó · g2 blanques peó · h2 blanques peó · h1 blanques rei | e8 negres torre · h8 negres rei · f2 blanques peó · g2 blanques peó · h2 blanques peó · h1 blanques rei | e8 negres torre · h8 negres rei · f2 blanques peó · g2 blanques peó · h2 blanques peó · h1 blanques rei | 2 |
| 1 | e8 negres torre · h8 negres rei · f2 blanques peó · g2 blanques peó · h2 blanques peó · h1 blanques rei | e8 negres torre · h8 negres rei · f2 blanques peó · g2 blanques peó · h2 blanques peó · h1 blanques rei | e8 negres torre · h8 negres rei · f2 blanques peó · g2 blanques peó · h2 blanques peó · h1 blanques rei | e8 negres torre · h8 negres rei · f2 blanques peó · g2 blanques peó · h2 blanques peó · h1 blanques rei | e8 negres torre · h8 negres rei · f2 blanques peó · g2 blanques peó · h2 blanques peó · h1 blanques rei | e8 negres torre · h8 negres rei · f2 blanques peó · g2 blanques peó · h2 blanques peó · h1 blanques rei | e8 negres torre · h8 negres rei · f2 blanques peó · g2 blanques peó · h2 blanques peó · h1 blanques rei | e8 negres torre · h8 negres rei · f2 blanques peó · g2 blanques peó · h2 blanques peó · h1 blanques rei | 1 |
|   | a | b | c | d | e | f | g | h |   |

En escacs, l'aire (conegut en la literatura escaquística anglesa com a Luft, terme alemany per 'aire'), és un concepte usat pels comentaristes per definir l'espai fet per un moviment de peó de l'enroc per tal de crear una o diverses caselles d'escapament pel rei, molt especialment quan es tracta d'evitar el mat de la primera fila. En general, un moviment d'aquesta mena és comentat dient que hom «dona al rei una mica d'aire». En alemany, l'espai creat és anomenat Luftloch (literalment, 'forat d'aire').
A la dreta n'hi ha un exemple simplificat. Les negres estan amenaçant escac i mat amb la simple 1...Te1# i les blanques ho han d'evitar. El procediment adequat consisteix a donar aire al rei tot movent un peó, ja sigui de la columna g o de la columna h : 1.g3, 1.g4, 1.h3 o 1.h4 eviten totes elles un immediat mat. Després de qualsevol d'aquests moviments, 1...Te1+ serà contestada simplement amb 2.Rg2 o 2.Rh2 posant el rei en seguretat a la segona fila.
|   | a | b | c | d | e | f | g | h |   |
| 8 | b8 negres rei · a7 negres peó · c7 negres peó · a6 black circle · b6 negres peó · c6 black circle · h3 blanques peó · f2 blanques peó · g2 blanques peó · g1 blanques rei | b8 negres rei · a7 negres peó · c7 negres peó · a6 black circle · b6 negres peó · c6 black circle · h3 blanques peó · f2 blanques peó · g2 blanques peó · g1 blanques rei | b8 negres rei · a7 negres peó · c7 negres peó · a6 black circle · b6 negres peó · c6 black circle · h3 blanques peó · f2 blanques peó · g2 blanques peó · g1 blanques rei | b8 negres rei · a7 negres peó · c7 negres peó · a6 black circle · b6 negres peó · c6 black circle · h3 blanques peó · f2 blanques peó · g2 blanques peó · g1 blanques rei | b8 negres rei · a7 negres peó · c7 negres peó · a6 black circle · b6 negres peó · c6 black circle · h3 blanques peó · f2 blanques peó · g2 blanques peó · g1 blanques rei | b8 negres rei · a7 negres peó · c7 negres peó · a6 black circle · b6 negres peó · c6 black circle · h3 blanques peó · f2 blanques peó · g2 blanques peó · g1 blanques rei | b8 negres rei · a7 negres peó · c7 negres peó · a6 black circle · b6 negres peó · c6 black circle · h3 blanques peó · f2 blanques peó · g2 blanques peó · g1 blanques rei | b8 negres rei · a7 negres peó · c7 negres peó · a6 black circle · b6 negres peó · c6 black circle · h3 blanques peó · f2 blanques peó · g2 blanques peó · g1 blanques rei | 8 |
| 7 | b8 negres rei · a7 negres peó · c7 negres peó · a6 black circle · b6 negres peó · c6 black circle · h3 blanques peó · f2 blanques peó · g2 blanques peó · g1 blanques rei | b8 negres rei · a7 negres peó · c7 negres peó · a6 black circle · b6 negres peó · c6 black circle · h3 blanques peó · f2 blanques peó · g2 blanques peó · g1 blanques rei | b8 negres rei · a7 negres peó · c7 negres peó · a6 black circle · b6 negres peó · c6 black circle · h3 blanques peó · f2 blanques peó · g2 blanques peó · g1 blanques rei | b8 negres rei · a7 negres peó · c7 negres peó · a6 black circle · b6 negres peó · c6 black circle · h3 blanques peó · f2 blanques peó · g2 blanques peó · g1 blanques rei | b8 negres rei · a7 negres peó · c7 negres peó · a6 black circle · b6 negres peó · c6 black circle · h3 blanques peó · f2 blanques peó · g2 blanques peó · g1 blanques rei | b8 negres rei · a7 negres peó · c7 negres peó · a6 black circle · b6 negres peó · c6 black circle · h3 blanques peó · f2 blanques peó · g2 blanques peó · g1 blanques rei | b8 negres rei · a7 negres peó · c7 negres peó · a6 black circle · b6 negres peó · c6 black circle · h3 blanques peó · f2 blanques peó · g2 blanques peó · g1 blanques rei | b8 negres rei · a7 negres peó · c7 negres peó · a6 black circle · b6 negres peó · c6 black circle · h3 blanques peó · f2 blanques peó · g2 blanques peó · g1 blanques rei | 7 |
| 6 | b8 negres rei · a7 negres peó · c7 negres peó · a6 black circle · b6 negres peó · c6 black circle · h3 blanques peó · f2 blanques peó · g2 blanques peó · g1 blanques rei | b8 negres rei · a7 negres peó · c7 negres peó · a6 black circle · b6 negres peó · c6 black circle · h3 blanques peó · f2 blanques peó · g2 blanques peó · g1 blanques rei | b8 negres rei · a7 negres peó · c7 negres peó · a6 black circle · b6 negres peó · c6 black circle · h3 blanques peó · f2 blanques peó · g2 blanques peó · g1 blanques rei | b8 negres rei · a7 negres peó · c7 negres peó · a6 black circle · b6 negres peó · c6 black circle · h3 blanques peó · f2 blanques peó · g2 blanques peó · g1 blanques rei | b8 negres rei · a7 negres peó · c7 negres peó · a6 black circle · b6 negres peó · c6 black circle · h3 blanques peó · f2 blanques peó · g2 blanques peó · g1 blanques rei | b8 negres rei · a7 negres peó · c7 negres peó · a6 black circle · b6 negres peó · c6 black circle · h3 blanques peó · f2 blanques peó · g2 blanques peó · g1 blanques rei | b8 negres rei · a7 negres peó · c7 negres peó · a6 black circle · b6 negres peó · c6 black circle · h3 blanques peó · f2 blanques peó · g2 blanques peó · g1 blanques rei | b8 negres rei · a7 negres peó · c7 negres peó · a6 black circle · b6 negres peó · c6 black circle · h3 blanques peó · f2 blanques peó · g2 blanques peó · g1 blanques rei | 6 |
| 5 | b8 negres rei · a7 negres peó · c7 negres peó · a6 black circle · b6 negres peó · c6 black circle · h3 blanques peó · f2 blanques peó · g2 blanques peó · g1 blanques rei | b8 negres rei · a7 negres peó · c7 negres peó · a6 black circle · b6 negres peó · c6 black circle · h3 blanques peó · f2 blanques peó · g2 blanques peó · g1 blanques rei | b8 negres rei · a7 negres peó · c7 negres peó · a6 black circle · b6 negres peó · c6 black circle · h3 blanques peó · f2 blanques peó · g2 blanques peó · g1 blanques rei | b8 negres rei · a7 negres peó · c7 negres peó · a6 black circle · b6 negres peó · c6 black circle · h3 blanques peó · f2 blanques peó · g2 blanques peó · g1 blanques rei | b8 negres rei · a7 negres peó · c7 negres peó · a6 black circle · b6 negres peó · c6 black circle · h3 blanques peó · f2 blanques peó · g2 blanques peó · g1 blanques rei | b8 negres rei · a7 negres peó · c7 negres peó · a6 black circle · b6 negres peó · c6 black circle · h3 blanques peó · f2 blanques peó · g2 blanques peó · g1 blanques rei | b8 negres rei · a7 negres peó · c7 negres peó · a6 black circle · b6 negres peó · c6 black circle · h3 blanques peó · f2 blanques peó · g2 blanques peó · g1 blanques rei | b8 negres rei · a7 negres peó · c7 negres peó · a6 black circle · b6 negres peó · c6 black circle · h3 blanques peó · f2 blanques peó · g2 blanques peó · g1 blanques rei | 5 |
| 4 | b8 negres rei · a7 negres peó · c7 negres peó · a6 black circle · b6 negres peó · c6 black circle · h3 blanques peó · f2 blanques peó · g2 blanques peó · g1 blanques rei | b8 negres rei · a7 negres peó · c7 negres peó · a6 black circle · b6 negres peó · c6 black circle · h3 blanques peó · f2 blanques peó · g2 blanques peó · g1 blanques rei | b8 negres rei · a7 negres peó · c7 negres peó · a6 black circle · b6 negres peó · c6 black circle · h3 blanques peó · f2 blanques peó · g2 blanques peó · g1 blanques rei | b8 negres rei · a7 negres peó · c7 negres peó · a6 black circle · b6 negres peó · c6 black circle · h3 blanques peó · f2 blanques peó · g2 blanques peó · g1 blanques rei | b8 negres rei · a7 negres peó · c7 negres peó · a6 black circle · b6 negres peó · c6 black circle · h3 blanques peó · f2 blanques peó · g2 blanques peó · g1 blanques rei | b8 negres rei · a7 negres peó · c7 negres peó · a6 black circle · b6 negres peó · c6 black circle · h3 blanques peó · f2 blanques peó · g2 blanques peó · g1 blanques rei | b8 negres rei · a7 negres peó · c7 negres peó · a6 black circle · b6 negres peó · c6 black circle · h3 blanques peó · f2 blanques peó · g2 blanques peó · g1 blanques rei | b8 negres rei · a7 negres peó · c7 negres peó · a6 black circle · b6 negres peó · c6 black circle · h3 blanques peó · f2 blanques peó · g2 blanques peó · g1 blanques rei | 4 |
| 3 | b8 negres rei · a7 negres peó · c7 negres peó · a6 black circle · b6 negres peó · c6 black circle · h3 blanques peó · f2 blanques peó · g2 blanques peó · g1 blanques rei | b8 negres rei · a7 negres peó · c7 negres peó · a6 black circle · b6 negres peó · c6 black circle · h3 blanques peó · f2 blanques peó · g2 blanques peó · g1 blanques rei | b8 negres rei · a7 negres peó · c7 negres peó · a6 black circle · b6 negres peó · c6 black circle · h3 blanques peó · f2 blanques peó · g2 blanques peó · g1 blanques rei | b8 negres rei · a7 negres peó · c7 negres peó · a6 black circle · b6 negres peó · c6 black circle · h3 blanques peó · f2 blanques peó · g2 blanques peó · g1 blanques rei | b8 negres rei · a7 negres peó · c7 negres peó · a6 black circle · b6 negres peó · c6 black circle · h3 blanques peó · f2 blanques peó · g2 blanques peó · g1 blanques rei | b8 negres rei · a7 negres peó · c7 negres peó · a6 black circle · b6 negres peó · c6 black circle · h3 blanques peó · f2 blanques peó · g2 blanques peó · g1 blanques rei | b8 negres rei · a7 negres peó · c7 negres peó · a6 black circle · b6 negres peó · c6 black circle · h3 blanques peó · f2 blanques peó · g2 blanques peó · g1 blanques rei | b8 negres rei · a7 negres peó · c7 negres peó · a6 black circle · b6 negres peó · c6 black circle · h3 blanques peó · f2 blanques peó · g2 blanques peó · g1 blanques rei | 3 |
| 2 | b8 negres rei · a7 negres peó · c7 negres peó · a6 black circle · b6 negres peó · c6 black circle · h3 blanques peó · f2 blanques peó · g2 blanques peó · g1 blanques rei | b8 negres rei · a7 negres peó · c7 negres peó · a6 black circle · b6 negres peó · c6 black circle · h3 blanques peó · f2 blanques peó · g2 blanques peó · g1 blanques rei | b8 negres rei · a7 negres peó · c7 negres peó · a6 black circle · b6 negres peó · c6 black circle · h3 blanques peó · f2 blanques peó · g2 blanques peó · g1 blanques rei | b8 negres rei · a7 negres peó · c7 negres peó · a6 black circle · b6 negres peó · c6 black circle · h3 blanques peó · f2 blanques peó · g2 blanques peó · g1 blanques rei | b8 negres rei · a7 negres peó · c7 negres peó · a6 black circle · b6 negres peó · c6 black circle · h3 blanques peó · f2 blanques peó · g2 blanques peó · g1 blanques rei | b8 negres rei · a7 negres peó · c7 negres peó · a6 black circle · b6 negres peó · c6 black circle · h3 blanques peó · f2 blanques peó · g2 blanques peó · g1 blanques rei | b8 negres rei · a7 negres peó · c7 negres peó · a6 black circle · b6 negres peó · c6 black circle · h3 blanques peó · f2 blanques peó · g2 blanques peó · g1 blanques rei | b8 negres rei · a7 negres peó · c7 negres peó · a6 black circle · b6 negres peó · c6 black circle · h3 blanques peó · f2 blanques peó · g2 blanques peó · g1 blanques rei | 2 |
| 1 | b8 negres rei · a7 negres peó · c7 negres peó · a6 black circle · b6 negres peó · c6 black circle · h3 blanques peó · f2 blanques peó · g2 blanques peó · g1 blanques rei | b8 negres rei · a7 negres peó · c7 negres peó · a6 black circle · b6 negres peó · c6 black circle · h3 blanques peó · f2 blanques peó · g2 blanques peó · g1 blanques rei | b8 negres rei · a7 negres peó · c7 negres peó · a6 black circle · b6 negres peó · c6 black circle · h3 blanques peó · f2 blanques peó · g2 blanques peó · g1 blanques rei | b8 negres rei · a7 negres peó · c7 negres peó · a6 black circle · b6 negres peó · c6 black circle · h3 blanques peó · f2 blanques peó · g2 blanques peó · g1 blanques rei | b8 negres rei · a7 negres peó · c7 negres peó · a6 black circle · b6 negres peó · c6 black circle · h3 blanques peó · f2 blanques peó · g2 blanques peó · g1 blanques rei | b8 negres rei · a7 negres peó · c7 negres peó · a6 black circle · b6 negres peó · c6 black circle · h3 blanques peó · f2 blanques peó · g2 blanques peó · g1 blanques rei | b8 negres rei · a7 negres peó · c7 negres peó · a6 black circle · b6 negres peó · c6 black circle · h3 blanques peó · f2 blanques peó · g2 blanques peó · g1 blanques rei | b8 negres rei · a7 negres peó · c7 negres peó · a6 black circle · b6 negres peó · c6 black circle · h3 blanques peó · f2 blanques peó · g2 blanques peó · g1 blanques rei | 1 |
|   | a | b | c | d | e | f | g | h |   |

Normalment és millor moure el peó-h (o el peó-a si el rei és enrocat al flanc de dama) perquè moure el peó-f pot afeblir la posició del rei, i moure el peó-g crea holes a f3 i a h3 (o a f6 i a h6 per les negres al flanc de rei). Al diagrama, les negres tenen aire, però una posició feble, degut als holes a a6 i c6; les blanques tenen aire, i una posició segura del rei, sense holes (Evans 1958:52–53).